# Bodola György
Bodola György (Szombathely, 1952. május 16. – Vancouver, 2007. március 17.) magyar grafikus, karikaturista, fotográfus. Bodola Gyula hatvanegyszeres válogatott labdarúgó fia.

## Élete
Szombathelyen született, édesapja akkoriban ott volt edző. 1958-ban Pécsre, 1960-ban Miskolcra, majd 1962-ben Budapestre költözött a család.
Bodola György 1966-tól két évig a Mester utcai Fáy András Gimnázium és Szakközépiskola szerszámkészítő-tanulója volt. 1969-től 1970 tavaszáig az Ormosbányai Gimnáziumba járt. 1972-től a Kaffka Margit Gimnázium esti, majd levelező tagozatára járt, de az érettségi vizsgát nem tette le. 1973 őszén behívták katonának, de egy verekedés miatt a katonai bíróság nyolc hónap katonai fogdára ítélte. 1974 tavaszán leszerelték.
1974. május 14-én feleségül vette Lakatos Margitot. 1974 őszén született meg gyermekük, Barnabás, de 1975 őszén elváltak, de 1981-ig együtt éltek. 1982. április 1-jén Bíró Klárát vette feleségül. 1983. november 28-án született meg Péter Archibald fiuk.
1983-ban barátjával, Mitribusz Gáborral Jugoszlávián keresztül Olaszországba disszidált, amit két hét alatt körbeutaztak. Franciaországi kitérő után Trieszten keresztül hazatértek. 1986. május elején újra disszidált. Egy évig Essenben élt, ahol egy hangszerrestaurátor-műhelyben dolgozott. 1987. április végén ismét hazatért családjához. Útlevelét ekkor bevonták. 1988. március 16-án másodszor is elvált. Ugyanebben az évben feleségül vette Udvardy Zsuzsannát, majd 1989-ben kiköltözött hozzá Vancouverbe. 2003-ban hazalátogatott, de egy fizetési mulasztás miatt folyó büntetőeljárás miatt hamarosan elhagyta az országot. Grafikai munkáiból nem tudott megélni, így piaci árusként, kabinosként, takarítóként és szobafestőként is dolgozott.
Vancouverben hunyt el. Hamvait egy függőhídról egy Csendes-óceánba igyekvő patakba szórták.

## Művészete
Már gyermekkorában elkezdett rajzolni és fotózni. Nem részesült művészeti oktatásban, de autodidakta módon képezte magát, és csakhamar kitűnt tehetségével. Általános iskolás korában a Magyar Néphadsereg Központi Klubjában nagy sikerrel állították ki rajzait.
Az ő illusztrációival jelent meg 1980-ban, majd 1982-ben Tardos Péter által szerkesztett Rock lexikon, 1986-ban Czippán György és Csontos Tibor Anekdoták a hőskortól napjainkig című kötete, 2004-ben pedig Hegedős Györgyi Cicanaplója. Lemezborítókat (Sztárok 33-on, Verkli, Fonográf, Tolcsvay), rockzenei plakátokat (Piramis, Mini, P. Mobil) és rockzenész-karikatúrákat is készített. Munkái szerepeltek a Zene görbe tükörben című kiállításon, amelyet magyar, lengyel, cseh és szlovák művészek képeiből állítottak össze 2005-ben Prágában, majd 2006 márciusában a szlovákiai Nagykaposon. Rajzait és karikatúráit számos lap közölte, művészetéről Magyarországon és Kanadában is több cikk született.

## Emlékezete
2008. november 15-én életmű-kiállítás nyílt műveiből a Budavári Művelődési Házban Török Ádám és a Mini együttes közreműködésével. A kiállítást Kun Ferenc és Mezey András nyitották meg. Ugyanitt került sor 2009 márciusában a Bodola György életét és művészetét bemutató Bodoland című könyv bemutatójára.

## Külső hivatkozások
- Bodoland.blog.hu
- A Bodoland... bemutatójáról a Papirusz.hu-n Archiválva 2011. július 21-i dátummal a Wayback Machine-ben
- Csontos Tibor: A névjegyére ezt íratta: Nemakárki
- Szőcs István: „Ergo mentem és vagáltam…" Archiválva 2012. június 25-i dátummal a Wayback Machine-ben